# Nicholas Thomas Wright
Nicholas Thomas Wright (ur. 1 grudnia 1948 w Morpeth, Northumberland) – anglikanin, historyk zajmujący się przede wszystkim judaizmem czasów drugiej świątyni i początkami chrześcijaństwa.
Pełnił funkcję biskupa Durham między rokiem 2003 a 2010, kiedy to zrezygnował z niej na rzecz pracy akademickiej. Znawca Nowego Testamentu i teolog, apologeta, autor publikacji zarówno na poziomie popularnym, jak i akademickim, między innymi komentarza do całego Nowego Testamentu (seria For Everyone), który interpretuje w kontekście historycznym i w świetle Starego Testamentu.
W pracach historycznych, Wright jest zwolennikiem konserwatywnych chrześcijańskich poglądów (np. w odniesieniu do Jezusa historycznego, jego cudów i zmartwychwstania). Broni również tradycyjnych przekonań na temat powtórnego przyjścia, czy homoseksualizmu. Jego prace historyczne, jak i poglądy teologiczne stoją w opozycji do Rudolfa Bultmanna, Johna Dominica Crossana, Marcusa Borga, czy Jezus Seminar. Jest jednym z najbardziej wpływowych żyjących historyków zajmujących się starożytnym judaizmem, Nowym Testamentem i postacią Jezusa.

## Wybrane publikacje
- The Climax of the Covenant: Christ and the Law in Pauline Theology. Fortress Press, 1991.
- Following Jesus: Biblical Reflections on Discipleship. Wm. B. Eerdmans, 1997 / SPCK, 1994
- What Saint Paul Really Said: Was Paul of Tarsus the Real Founder of Christianity? Wm. B. Eerdmans, 1997.
- The Challenge of Jesus: Rediscovering Who Jesus Was and Is. Hardcover ed. InterVarsity Pr., 1999 / SPCK, 2000
- The Resurrection of Jesus: John Dominic Crossan and N.T. Wright in Dialogue. Ed. Robert B. Stewart. Paperback ed. Augsburg Fortress, Pub., 2005 / SPCK 2006 (co-authored with John D. Crossan)
- Paul: Fresh Perspective. Fortress Press, 2005 co-edition SPCK, 2005
- The Last Word: Beyond the Bible Wars to a New Understanding of the Authority of Scripture. Harper SanFrancisco, 2005.
- Simply Christian: Why Christianity Makes Sense. Hardcover ed. SPCK, 2006 co-edition HarperCollins Pub., 2006.
- Judas and the Gospel of Jesus: Have We Missed the Truth about Christianity? SPCK 2006 / Baker Books, 2006.
- Evil and the Justice of God. SPCK, 2006 / Intervarsity Press, 2006.
- „The Reasons for Christ’s Crucifixion,” Stricken by God? Nonviolent Identification and the Victory of Christ (ed. by Brad Jersak and Michael Hardin), 2007.
- Surprised by Hope: Rethinking Heaven, the Resurrection, and the Mission of the Church. SPCK, HarperOne, 2008.
- Jesus, the Final Days: What Really Happened. SPCK, 2008 / Westminster John Knox, 2009. (co-authored with Craig A. Evans) Ed. Troy A. Miller
- Justification: God’s Plan and Paul’s Vision. SPCK, 2009
- Virtue Reborn. SPCK, 2010. Published as After You Believe: Why Christian Character Matters through HarperOne in North America, 2010